# Araneus concepcion
Araneus concepcion är en spindelart som beskrevs av Levi 1991. Araneus concepcion ingår i släktet Araneus och familjen hjulspindlar. Inga underarter finns listade i Catalogue of Life.